# Brachymeria pomonae
Brachymeria pomonae är en stekelart som först beskrevs av Cameron 1912.  Brachymeria pomonae ingår i släktet Brachymeria och familjen bredlårsteklar. Inga underarter finns listade.